# Sokoura (Barani)
Pour les articles homonymes, voir Sokoura.
Sokoura est une commune située dans le département de Barani de la province de Kossi au Burkina Faso.